# Desi Rodriguez
Desi Larry Rodriguez (Bronx, 23 marzo 1996) è un cestista statunitense.

## Palmarès
- Basketball Champions League Second Best Team: 1

Nanterre 92: 2024-2025